# 生产进度实时反馈
生产进度实时反馈，是搜集生产现场各个生产任务的执行进度，并向生产管理层、计划人员报告的活动。
进度反馈非常重要，生产活动中，物料供应的异常、现场品质的异常、机器设备的异常、人员状态的异常、技术熟练程度的异常、订单变更、紧急插单 等等，各种各样的异常因素都有可能导致生产效率下降、执行结果与计划产生偏差，有可能导致原订划的一系列采购计划、入库计划、交货计划等受到影响。
通过频繁的进度搜集、统计、反馈，生管人员及时掌握计划的执行情况，及时与供应商、客户、其它生产服务部门进行沟通，调整生产策略，确保生产的顺利进行。
与进度反馈相应的还称之为：生产控制；同类的工作还有：物料控制；这两者在很多企业里都由计划部来完成：统称之为PMC （生产物料控制）。

## 生产进度反馈的形式和时间
目前大多数的反馈形式分为正式和非正式的，正式的进度报告一般通过生产日报表的形式进行传达，非正式的一般通过电话传达，或者在ERP系统里通过完工报告反馈。
在反馈的时间上，通常为一天报，半天报，两小时报 等，产品的生产周期越短，日报的频率越高。反馈的问题主要是不及时和不准确，其次就是不够精细。

## 为什么要实时反馈
随着信息工具的发展，消费者对产品的个性化需求越来越多，市场竞争的加剧迫使核心企业提高市场敏锐度，加快新产品的市场投放速度，对供应链上的制造厂商的反应速度也要求越来越快，迫使制造商对生产进度的关注也要求越来越实时。
从一天反馈一次，发展到现在的信息反馈与生产同步，随时更新。从反馈各个车间的进度，发展到反馈各个工序和岗位的进度。时间更短，精度更高。
速度的竞争就是时间的竞争，是市场优势的竞争，通过竞争，制造业也在进行着优胜劣汰。

## 实时反馈的基本原理
- 对人员、机台、工单进行SN编号，并打印成条码；
- 把工单进行任务分解，并产生更小的SN批号（每个批号大致包含以下信息：订单号、工单号、产品号、批号、批号数量、生产日期）并预先打印好SN条码；
- 将条码分发给岗位上的员工；
- 员工生产完一批，将批号粘贴在相应的托盘或容器里；
- 扫描员工卡，扫描机台号，员工确认完成；
- 系统通知相应QC人员检验；
- 检验通过，系统通知相关人员，半成品传送到下一道加工工序；
- 相关数据被系统记录，并随时看板反馈该产品的完成及流动情况。（同时也可以做到制程控制，比如：防错、防呆、防漏站、品质状态控制 等等）

## 实时反馈的数据如何更清晰
通过对工单的产品设定一定的工作流，比如钣金加工：切割 > 拆弯 > 钻孔1 > 钻孔2 > 冲压 > ……那么产品在生产线上流动时，系统将能通过电子看板完整的展示每个工单在各个工序上的流动和在制状况。